# Tomcar
Tomcar ist ein seit 1990 existierender Fahrzeughersteller aus Israel. Anfragen für die Fahrzeuge der Marke kommen zum größten Teil von dem israelischen Militär, aber auch Polizei und Privatkunden stehen auf der Bestellliste des Herstellers.
Beim Tomcar selbst handelt es sich um ein Buggy-ähnliches Fahrzeug. Als Motorisierung stehen verschiedene Benzin- oder Dieselmotoren zur Auswahl. Wahlweise ist er auch als Zwei- oder Viersitzer und auch als kleiner Pick-up für bis zu 1,2 Tonnen maximaler Zuladung auf der Ladefläche zu haben.

## Modelle

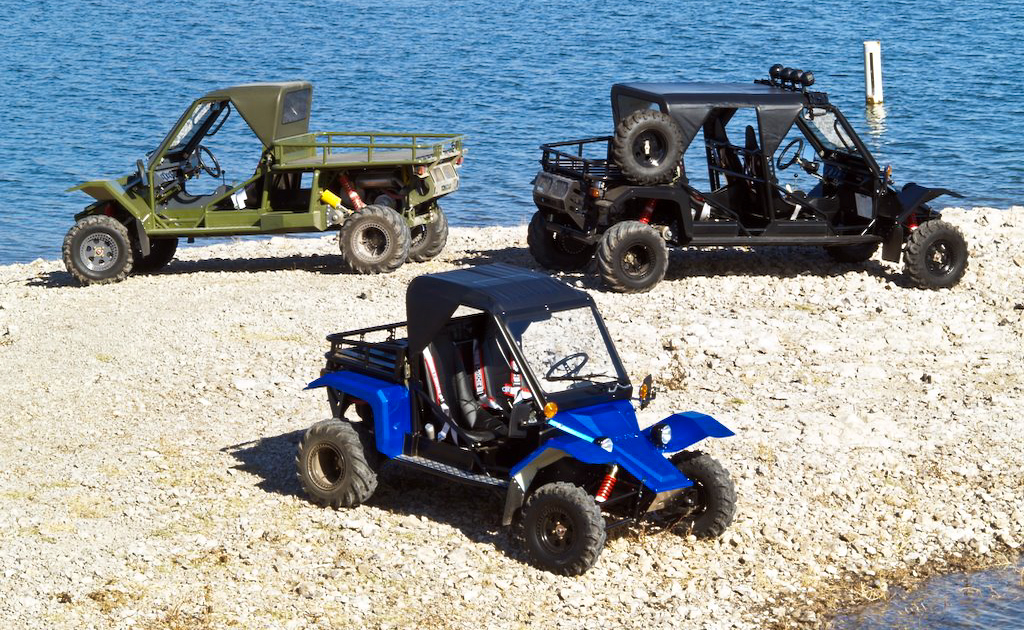
Zu sehen sind die Tomcar-Modelle TM2, TM4 und TM5.

- Tomcar TM
- Tomcar TM-2
- Tomcar TM-3
- Tomcar TM-4
- Tomcar TM-5

## Märkte
- Israel
- Kanada
- Spanien
- Vereinigte Staaten